# Kameničná
Obec Kameničná (za protektorátu nazývaná německy Steinicht), původně nazývaná Kamenicze, se nachází v podhůří Orlických hor v okrese Ústí nad Orlicí v Pardubickém kraji, asi 5 km severozápadně od bývalého okresního (politický a soudní okres) města Žamberk. Žije zde 335 občanů s trvalým pobytem.
Uprostřed obce stojí kostelíček Nejsvětější Trojice z roku 1866, vysvěcený až roku 1868, kvůli prusko-rakouské válce. Původní centrum obce tvořila rychta (dnes zemědělská usedlost s č.p. 6). Vysoko nad obcí pramení stejnojmenná říčka Kameničná, která se v sousední obci Helvíkovice vlévá do Divoké Orlice. V okolí obce je několik vrcholků, na severu Velká Suchá 559 m n. m., na východě Kamenská Hůrka 515 m n. m. a na západě Žabkův kopec 499 m n. m.

## Historie

První písemná zmínka o obci pochází z roku 1365.
Obec byla pojmenovaná podle říčky Kameničné, která obcí protéká. Dříve ve středověku se říčka nazývala Kamenicze (čti Kamenice), stejně tak se nazývala celá obec.
Obec Kameničná v minulosti patřila k litickému, později k žamberskému panství.
V roce 1866 byl v obci vystavěn kostelíček Nejsvětější Trojice, ale kvůli prusko-rakouské válce bylo jeho vysvěcení odloženo až do roku 1867.
Roku 1854 občan Kameničné p. František Divíšek z č.p. 18, odkázal v poslední vůli určitý obnos na postavení nové kaple v Kameničné s tím, že se v této kapli bude konat o nedělích a svátcích za něho a za celý jeho rod růžencová pobožnost. K tomuto úmyslu přispěli i další dobrodinci, pozemek věnoval sedlák Blažek, přispěli divadelní ochotníci i obec.
Dne 22. června 1863 posvětil biskupský vikář P. Antonín Buchtel základní kámen a stavba kaple započala. Již 4. října téhož roku byla pod krytem a ještě téhož dne posvětil P. František Chaloupka kříž na věžičku. Kaple byla během roku 1863 dostavěna, ale na vnitřní zařízení už neměla obec peníze, také válka roku 1866 v tom překážela.
Svěcení kaple proběhlo v neděli 29. září 1867 (posvícení). Svěcení vykonal farář P. Jan Bílek, kázání měl na venku Slatinský farář P. František Tepera, přítomen byl též Kunvaldský farář P. Josef Svoboda a Bartošovický farář P. Hynek Bílek. První půlnoční mši roku 1867 zde sloužil děkan P. Karel Chotovský ze Žamberka.
Roku 1877 se začala stavět hřbitovní zeď. Dne 23. června 1878 vysvětil hřbitov, na kterém se však pochovávalo již od roku 1873 (první pohřbená Barbora Prause), farář P. Antonín Buchtel, vysvětil taktéž i kamenný kříž u vchodu hřbitova a novou křížovou cestu umístěnou v kostelíčku.
Dne 22. května 1921 byl pořízen nový zvon a posvěcen kanovníkem Gustavem Domabylem z Hradce Králové. V dubnu 1922 kapli zabrali "Čechoslováci" (Československá církev evangelická) a teprve po dlouhých sporech ji v roce 1925 vydali k obřadům katolické církve římského ritu. Znovu byla kaple vysvěcena dne 4. října 1925.
Nejstarší písemnou zprávou o držitelích této vesnice je latinsky psaná listina z roku 1365, která je uložena ve státním archivu ve Vídni. Podle této listiny patřila Kamenice (Kameničná) pánům z Litic a s jejich panstvím okolo litického hradu přecházela do rukou různých držitelů. Již roku 1341 připadla spolu s jinými vesnicemi králi Janu Lucemburskému, za pokoření loupeživého rytíře Mikuláše z Potštejna. Později v letech 1367 - 1450 patřila pánům z Kunštátu na Litici a poté se stala majetkem krále Jiřího z Poděbrad. Po něm se zde vystřídalo mnoho dalších majitelů. V roce 1563 koupil litické panství spolu s Kameničnou Mikuláš z Bubna. Sídlem pánů z Bubna se později stal Žamberk. Posledním z pánů z Bubna na Žamberku byl František Adam, který prodal roku 1809 žamberecké panství i s Kameničnou hraběti Windischgrätzovi. Roku 1815 koupil žamberské panství za jeden milion zlatých bohatý Irčan, John Parish později povýšený do stavu svobodných pánů (baron) s přídomkem von Senftenberg (ze Žamberka). Jeho potomci žijí v Žamberku dodnes.
Poblíž vesnice za školní budovou (dnes obecní úřad s knihovnou) stojí v upraveném parčíku pískovcový morový sloup s letopočtem 1681. Stojí v místě, kde věčným spánkem odpočívají obyvatelé, kteří zemřeli na morovou epidemii.
Pamětní kniha zaznamenává, že tehdy si přivezl jeden zdejší občan šaty, které zdědil na Moravě po zemřelém příbuzném. Tím se tato strašná nemoc, které se báli chudí i bohatí, rozšířila na celou vesnici. Kolem obce byly postaveny stráže a potřebné potraviny byly donášeny na určené místo na Vimperku (dnes kříž v poli na místě původní cesty z Kameničné do Helvíkovic). Tuto epidemii podle vyprávění přežila pouze jediná žena z původních obyvatel Kameničné, která se schovávala ve sklepě se zásobami potravin.
Na památku toho, že se morová rána nerozšířila do okolních vsí a Žamberka, postavili na vrchu nad Žamberkem kapli, která byla určena pěti patronům morové nákazy. Nazývá se kaple Svaté Rozálie a byla postavena roku 1682 na poděkování za odvrácení moru. Je zasvěcena sv. Rozálii, sv. Rochovi, sv. Šebestiánovi, sv. Mikulášovi a sv. Martinovi. Roku 1712 a také roku 1769 byla kaple opravována. Roku 1827 byla kaple znovu opravena a r. 1834 slavně vysvěcena. Roku 1867 byla kaple nově pokryta a vybílena. Roku 1874 do ní udeřil blesk, obnovena byla roku 1882. Na kapli byl upevněn hromosvod. V roce 1888 bylo zakoupeno do kaple harmonium, které však přes zimu rozežraly myši a úplně je zničily.
V letech 1978 – 80 byla kaple nově pokryta, omítnuta, obílena, věžička vyspravena a nejbližší stromy kolem kaple odstraněny.